# Гибралеон
Гибралеон (на испански: Gibraleón) е населено място и община в Испания. Намира се в провинция Уелва, в състава на автономната област Андалусия. Общината влиза в състава на района (комарка) Голяма Уелва. Заема площ от 328 km². Населението му е 12 392 души (по преброяване от 2010 г.). Разстоянието до административния център на провинцията е 14 km.

## Демография
| 1996   | 1998   | 1999   | 2000   | 2001   | 2002   | 2003   | 2004   | 2005   | 2006   |
| ------ | ------ | ------ | ------ | ------ | ------ | ------ | ------ | ------ | ------ |
| 11 166 | 10 868 | 10 908 | 10 827 | 10 818 | 10 951 | 11 022 | 11 123 | 11 202 | 11 349 |